# Hala paulyi
Espèce
Hala paulyi est une espèce d'araignées aranéomorphes de la famille des Pisauridae.

## Distribution
Cette espèce est endémique de Madagascar. Elle se rencontre vers Manakambahiny Est.

## Description
Le mâle holotype mesure 3,81 mm et la femelle paratype 4,88 mm.

## Systématique et taxinomie
Cette espèce a été décrite par Jocqué en 1994.

## Étymologie
Cette espèce est nommée en l'honneur d'Alain Pauly.

## Publication originale
- Jocqué, 1994 : « Halidae, a new spider family from Madagascar (Araneae). » Bulletin of the British Arachnological Society , vol. 9, no 9, p. 281-289.